# Tooting Bec (Metropolitano de Londres)
Tooting Bec é uma estação do Metrô de Londres na Northern line em Tooting, em Londres.

## História

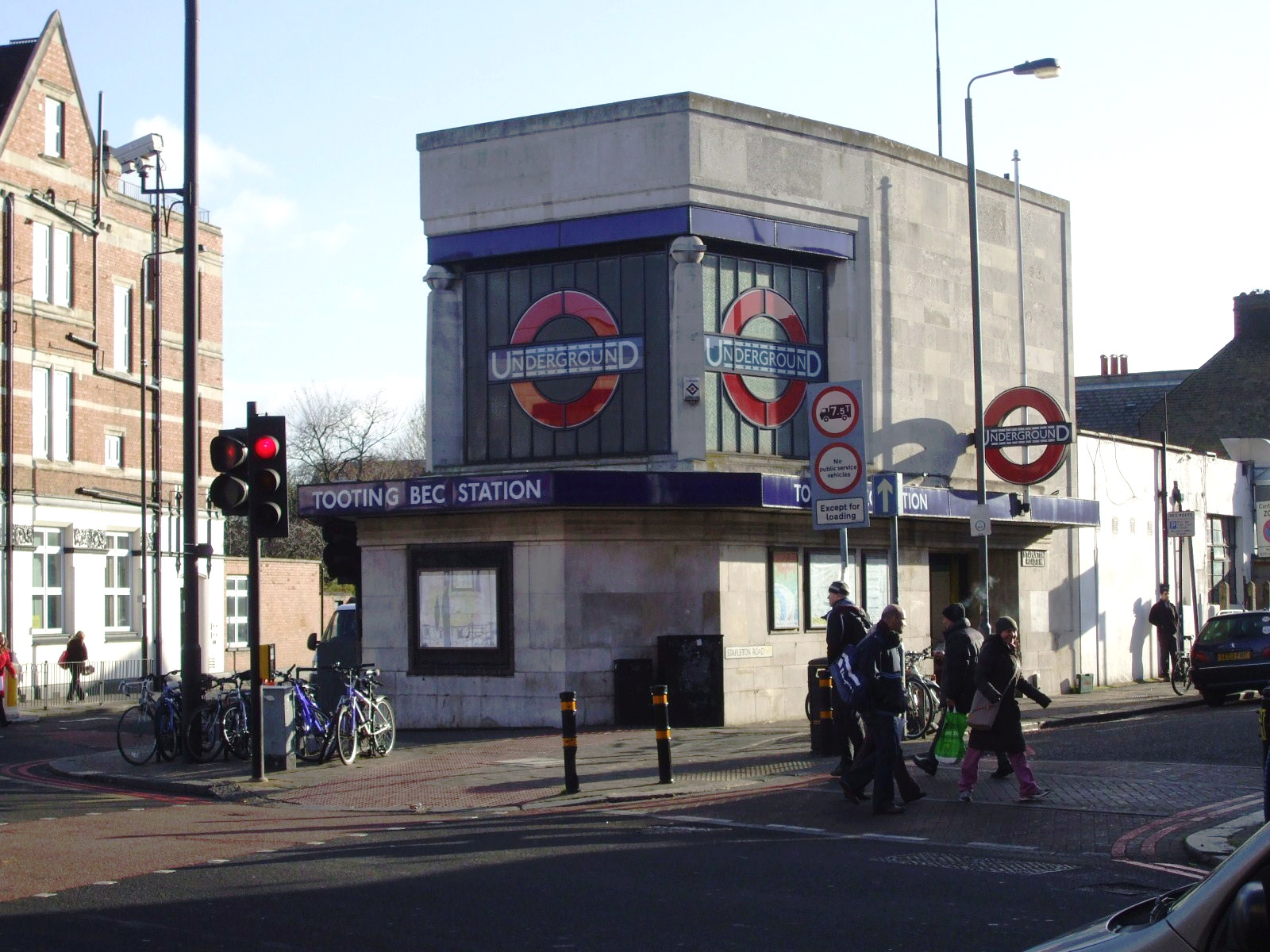
O estreito edifício satélite no lado leste do cruzamento, que fornece um acesso de metrô para pedestres às instalações da estação principal

A estação foi projetada por Charles Holden e inaugurada em 13 de setembro de 1926 como parte da extensão de Morden da City & South London Railway, que agora faz parte da Northern line. Originalmente conhecida como Trinity Road (Tooting Bec), recebeu seu nome atual em 1º de outubro de 1950.
O estreito edifício satélite no lado leste do cruzamento fornece acesso de metrô para pedestres à estação e é incomum por ter um grande roundel envidraçado em cada um dos três painéis de sua tela envidraçada, já que normalmente as estações de extensão de Morden têm o roundel apenas no painel central. Por muitos anos, o painel norte da tela foi o único exemplo em qualquer uma das estações de extensão de Morden a manter as letras "UNDERGROUND" dos anos 1920, as telas das outras estações foram substituídas por vidro simples ao longo dos anos. Todas as estações agora tiveram o motivo original substituído junto com os roundels montados em mastros de bandeira que foram removidos na década de 1950.
Nas plataformas da estação há dois exemplares de relógios da Self Winding Clock Company da Cidade de Nova Iorque.